# Saint-Broladre
Saint-Broladre (bret. Sant-Brewalaer) – miejscowość i gmina we Francji, w regionie Bretania, w departamencie Ille-et-Vilaine.
Według danych na rok 1990 gminę zamieszkiwały 992 osoby, a gęstość zaludnienia wynosiła 42 osoby/km² (wśród 1269 gmin Bretanii Saint-Broladre plasuje się na 585. miejscu pod względem liczby ludności, natomiast pod względem powierzchni na miejscu 404.).